# Tomoe Gozen

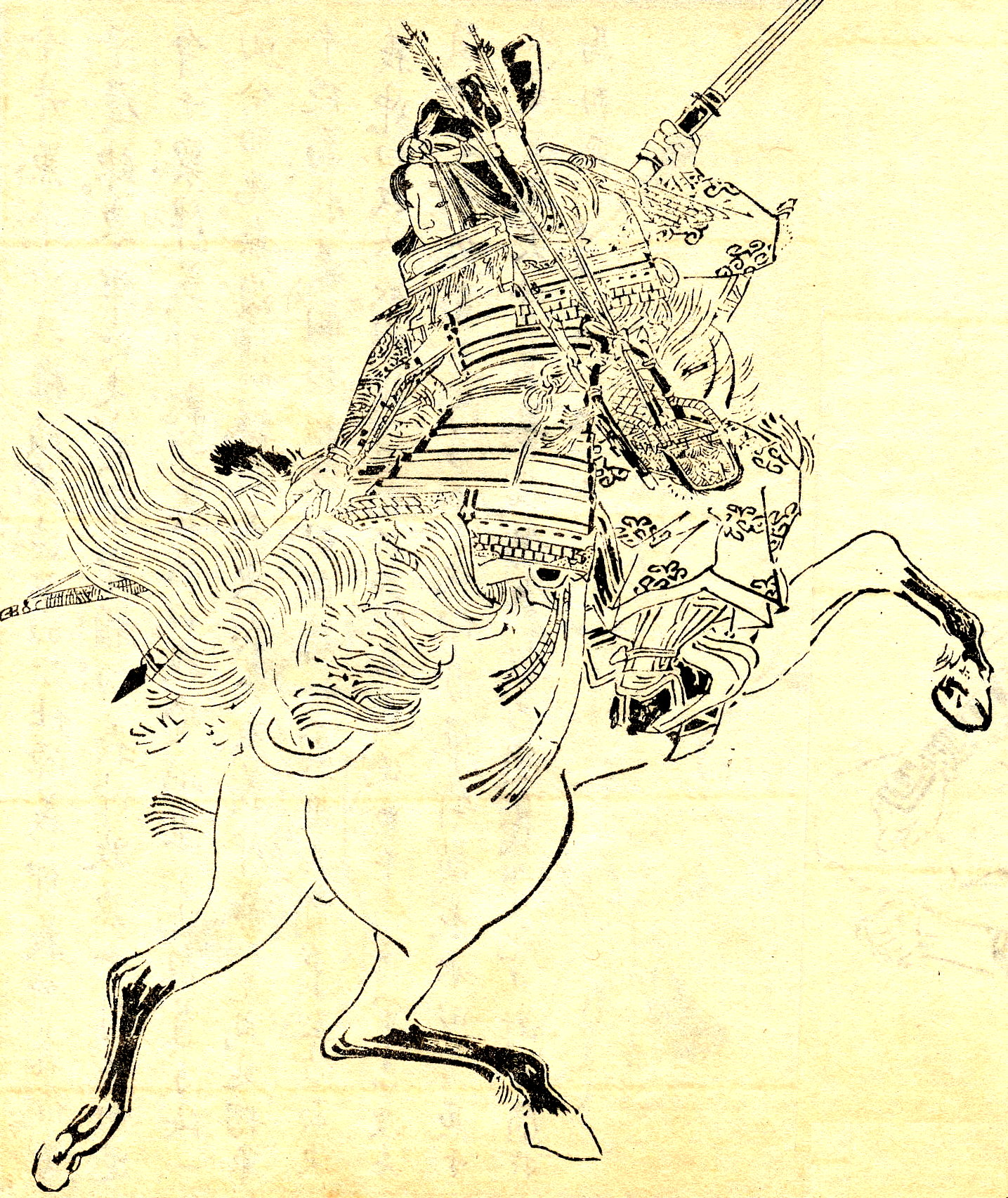
Tomoe Gozen, fiktive Darstellung von Kikuchi Yōsai, 19. Jahrhundert

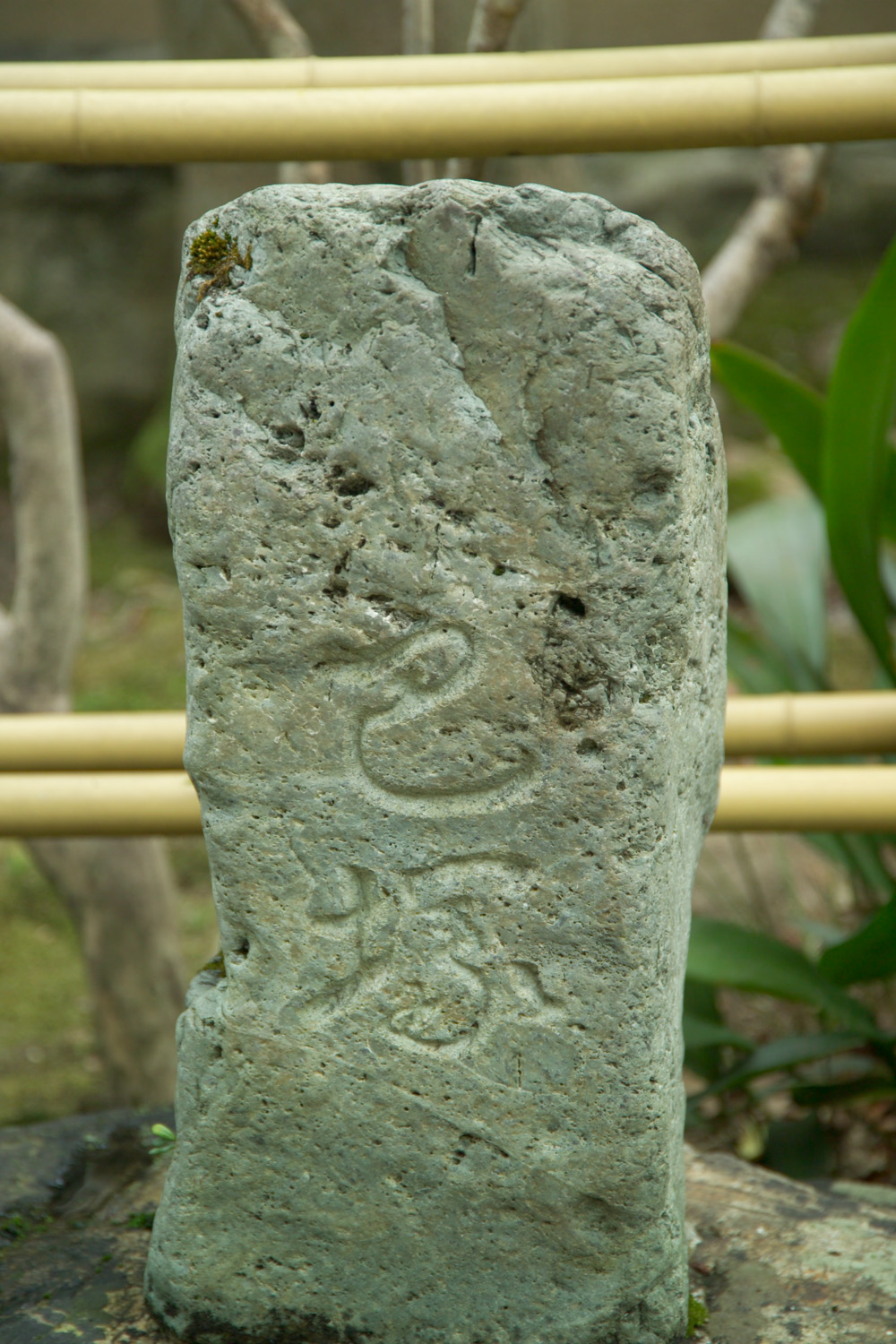
Gedenkstein beim Gichū-ji (義仲寺), nahe Ōtsu in der Präfektur Shiga

Tomoe Gozen (japanisch 巴御前, deutsch etwa: „Dame Tomoe“; * um 1157; † um 1247), veraltet Tomowe, war eine der wenigen weiblichen Krieger (Onna-musha) der japanischen Geschichte.

## Leben und Wirken

### Bis zur Schlacht von Awazu
Tomoe Gozen kam laut dem Heike Monogatari aus der Provinz Shinano. Später war sie Minamoto no Yoshinakas Wächterin. Dies war nicht ungewöhnlich, waren seinerzeit doch viele japanische Frauen im Umgang mit Waffen (vor allem der Naginata) geübt, um ihr Heim verteidigen zu können oder als Ashigaru zu dienen. Tomoe Gozen verdiente sich aufgrund ihrer Fähigkeiten im Reiten, Bogenschießen und Kenjutsu rasch den Respekt ihrer männlichen Kameraden. Auch im Heike Monogatari wird Tomoe Gozen ausführlich beschrieben, wo erneut ihre Schönheit („weiße Haut, langes Haar und ein überaus bezauberndes Gesicht“) sowie ihre Fähigkeiten und ihre Tapferkeit gelobt werden.
Die weit verbreitete Kakuichi-Fassung des Heike Monogatari beschreibt Tomoe als binjo (Dienerin, Untergebene), die Yoshinaka aus Shinano mitbrachte. Doch im weiteren Text wird sie als Ippō no Taishō (führender Kommandant) bezeichnet. Die Enkei-Bon-Fassung dieses Textes erwähnte Tomoe nicht als binjo, sondern als bijo (schöne Frau). Trotz solcher Unklarheiten wird Tomoe jedoch in allen Fassungen als gefürchtete Kriegerin beschrieben, die es „mit Tausenden“, ja auch mit „Dämonen oder Göttern“ aufnehmen konnte und ungebändigte Pferde (荒馬乘り, arauma-nori) ritt.
Ihre Herkunft wird von Version zu Version anders dargestellt: Im Heike Monogatari wird keine Verwandtschaft erwähnt, aber sie tritt in einigen Versionen (z. B. Gempei Seisuiki) als die Tochter von Nakahara no Kaneto auf, der Imai Kanehiras und Higuchi Kanemitsus Vater war, oder im Gempei Tojoroku als die Tochter von Higuchi Kanemitsu.

### Schlacht von Awazu
Nachdem im Gempei-Krieg die Taira (Heike) geschlagen und westwärts getrieben wurden, setzte sich Minamoto no Yoshinaka an die Spitze des Klans und wählte Kyōto als seinen Sitz. Sein Vetter Minamoto no Yoritomo war darüber äußerst ungehalten und beauftragte seine beiden Brüder Minamoto no Yoshitsune und Minamoto no Noriyori, ihn zu töten. Dieser Konflikt gipfelte am 21. Februar 1184 in der Schlacht von Awazu. Als sich dabei Yoshinakas Niederlage abzeichnete, der ohnehin die ganze Zeit über in starker Unterzahl focht, soll dieser jedoch Tomoe Gozen aus ihrer Pflicht entlassen haben, da dieser meinte: „Es wäre eine Schande, wenn man sagen würde, dass Kiso Yoshinaka in seinem letzten Kampf von einer Frau begleitet wurde.“ Er wählte seinen Lieblingsdiener Imai Kanehira, der sein Adoptivbruder war, als einzige Begleitung in Awazu (siehe Heike Monogatari).
Obwohl sie sich gegen diesen Befehl sträubte, war sie aufgrund ihres Eides gezwungen zu gehorchen. Bevor sie dem Wunsch ihres Herrn entsprach, hielt sie auf dem Schlachtfeld jedoch nach einem letzten, würdigen Gegner Ausschau. Ihre Wahl fiel schließlich auf Onda no Hachirō Moroshige, der in seiner Heimatprovinz Musashi für seine Stärke gerühmt wurde. Tomoe stürmte vor, stellte Moroshige im Einzelkampf und triumphierte über ihn. Sie heftete ihren Gegner an den Knauf ihres Sattels, „drehte seinen Kopf ab“ (ein Euphemismus für „enthaupten“, der häufig in diesen Kriegsberichten auftaucht) und warf ihn weg. Danach entledigte sie sich ihrer Rüstung und ritt in eine östliche Provinz.

### Lebensende
Auch über das weitere Leben existieren verschiedene Versionen. Laut dem Gempei Seisui Ki soll sie später von Minamoto no Yoritomo nach Kamakura beordert worden sein, wo sie Wada no Yoshimori, einen Samurai-Dokoro, heiratete und diesem Asahina (Saburō) Yoshihide gebar. Nachdem dieser 1213 getötet wurde, als die Hōjō die Wada vernichteten, soll Tomoe in ein Kloster eingetreten sein, wo sie bis zu ihrem Tod mit 91 Jahren verblieb.

## Andere Kriegerinnen
Tomoe Gozen war nicht die einzige Kriegerin in den Diensten Yoshinakas. Das Heike Monogatari erwähnt eine Yamabuki Gozen aus Suwa, die die Tochter von Kanazashi Morizumi war, und das Gempei Jōsuiki eine Aoi Gozen, die bei der Schlacht von Kurikara getötet wurde. Auf der Gegenseite, den Taira, gab es eine Hangaku Gozen, auch Itagaki genannt.

## Rezeption
Tomoe Gozen war mehrfach Hauptfigur von Fantasy- und Historienromanen:
- Jessica Amanda Salmonson: Tomoe, die Samurai, Bergisch Gladbach 1984 (englische Erstausgabe 1981 unter dem Titel Tomoe Gozen), ISBN 3-404-20064-0
- Corinna Bormann: Die Samuraiprinzessin, Band 1: Der Spiegel der Göttin, Bergisch Gladbach 2013, ISBN 978-3-8339-0242-0
- Corinna Bormann: Die Samuraiprinzessin, Band 2: Das Juwel des Wassers, Bergisch Gladbach 2014, ISBN 978-3-8339-0319-9
- Federica de Cesco: Die goldene Kriegerin, Blanvalet 2010, ISBN 978-3-442-37426-7

## Computerspiele
- In dem Mobile-Game Rise of Kingdoms ist Tomoe Gozen eine freischaltbare Kommandantin.

- Im Mobile-Game DomiNations ist Tomoe Gozen eine Generälin oder eine separat erhältliche Truppentaktik.
- Außerdem ist Tomoe einer der wichtigsten Charaktere in dem Videospiel Ghost of Tsushima.